# Boguszyn (powiat leszczyński)
Boguszyn – wieś w Polsce położona w województwie wielkopolskim, w powiecie leszczyńskim, w gminie Włoszakowice.

## Historia
Miejscowość pierwotnie związana była z Wielkopolską. Ma metrykę średniowieczną i istnieje co najmniej od XV wieku. Wymieniona pierwszy raz w dokumencie z 1403 jako Boguschino, Boguszyno, 1431 Bogussino, Bogussyno, 1567 Boguszino.
Wieś była własnością szlachecką należącą do lokalnej szlachty wielkopolskiej z rodu Radomickich, zwanych też Daleszyńskimi, oraz do Chwaliszewskich, Słupskich i Kurnatowskich. W 1505 leżała w powiecie wschowskim Korony Królestwa Polskiego. Od 1410 miejscowość była siedzibą własnej parafii, a w 1510 leżała dekanacie Kościan.
W 1518, przy okazji transakcji handlowej właściciela we wsi Piotra Radomickiego, odnotowano części Boguszyna - łany opuszczone o nazwach Lubaczewski, Żylińskie (oryg. Zylynskye, Zylynsche), Starklewskie (oryg. Starklewskye), ogród Kubaczewski (oryg. Cubaczewsky), folwark leżący przy miejscu zwanym Kąty (oryg. Cathy) oraz lasek w Boguszynie. Odnotowani zostali także miejscowi kmiecie osiadli na 3 łanach: Mały Maciek (oryg. Maly Maczek), Jakub Karczmarczyk (oryg. Carczmarczyk) oraz Wielki Maciek (oryg. Vyelgy Maczek). W 1577 odnotowany został staw we wsi zwany Borowiec (oryg. Borowiecz).
W 1418 odnotowano dziedzica we wsi Zewrzyda Kotwicza, który pozwany został o sołectwo oraz bezprawnie zajęte dobra w Boguszynie przez mieszczki kościańskie Katarzynę oraz jej wnuczkę. Pod koniec XV wieku dziedzicami majętności w Boguszynie, Radomicku oraz Daleszynie byli Radomiccy zwani też Daleszyńskimi. W 1505 Bernard Radomicki sprzedał z zastrzeżeniem prawa odkupu wikariuszom katedry poznańskiej wieś Boguszyn i połowę Radomicka za 5,5 grzywny czynszu rocznego. Wykupił on także dla nich czynsz od sumy 67 grzywien na połowie Pniew i z Biezdrowa i przeniósł go na swoje dobra w Boguszynie i Radomicku. W 1514 nieletni Piotr Radomicki w obecności swych opiekunów prawnych, dziadka ze strony matki, Mikołaja Kobylińskiego, brata Wojciecha Daleszyńskiego oraz wuja Wojciecha Kobylińskiego, sprzedał z zastrzeżeniem prawa odkupu Janowi Daleszyńskiemu trzy części wsi Boguszyn oraz trzy części młyna zwanego Błutkowo za 50 złotych węgierskich. W 1523 Dobrogost Pogorzelski zastawił wikariuszom katedry poznańskiej na swoich dobrach w Grąbkowie, Śląskowie i Golejewie czynsz roczny w wysokości 14 grzywien, który wykupiony został za 170 grzywien z dóbr w Łącku koło Osieczny, Boguszynie, Radomicku oraz Rogoźnie. W 1539 Stanisław Radomicki oddał w dziale rodzinnym m.in. swojemu bratu Maciejowi 1/4 wsi Boguszyn, a Maciej w zamian dal mu 1/4 wsi Radomicko wraz z dworem.
Miejscowość odnotowały archiwalne rejestry podatkowe. W 1531 miał miejsce we wsi pobór z 4 łanów i 8 prętów oraz z karczmy. W 1535 pobrano podatki z 1,5 łana oraz z karczmy. W 1563 pobór odbył się z 20 łanów, od 4 komorników oraz od karczmy w dzierżawie dziedzicznej. W 1567 pobrano podatki z części właściciela Słupskiego od 10 łanów, 3 zagrodników oraz z karczmy dziedzicznej. Z części wdowy Radomickiej pobrano je z 5 łanów oraz 3 kwart. W 1577 miał miejsce pobór z części Kaspra Słupskiego od 4 łanów i 2 zagrodników, a z części Jana Radomickiego z 2 łanów, 3 łanów opustoszałych po pożarze. W 1579 pobrano podatki z części Kaspra Słupskiego od 8 łanów, 3 zagrodników z rolą, 2 komorników z bydłem, 9 komorników bez bydła, jednego pasterza z 34 owcami. Natomiast z części należącej do Wojciecha Kuranowskiego z 4 łanów, zagrodnika z rolą oraz od komornika z bydłem.
W 1594 został konsekrowany w Boguszynie nowy kościół NMP.
W wyniku II rozbioru Rzeczypospolitej w 1793, miejscowość przeszła w posiadanie Prus i jak cała Wielkopolska znalazła się w zaborze pruskim. W okresie Wielkiego Księstwa Poznańskiego (1815-1848) miejscowość wzmiankowana jako Boguszyn należała do wsi większych w ówczesnym pruskim powiecie Kosten rejencji poznańskiej. Boguszyn należał do okręgu śmigielskiego tego powiatu i stanowił część majątku Bronikowo, który należał wówczas do Forstera. Według spisu urzędowego z 1837 roku Boguszyn liczył 250 mieszkańców, którzy zamieszkiwali 29 dymów (domostw).
W latach 1975–1998 miejscowość należała administracyjnie do województwa leszczyńskiego.